# Tilde unten
Die Tilde unten (◌̰), auch untergesetzte Tilde genannt, ist ein Diakritikon des Internationalen Phonetischen Alphabets (IPA). Es zeigt an, dass der durch das darüberstehende Lautzeichen dargestellte Laut glottalisiert ausgesprochen wird.
Das Zeichen hat die IPA-Nummer 406 und die Unicode Standard-Nummer U+0330 COMBINING TILDE BELOW.
Beispiele:
(b̰), (a̰)